# Otomicosis
La otomicosis es un término médico que se emplea para nombrar las infecciones de la piel del conducto auditivo externo. Las bacterias son las principales causantes de infecciones del oído externo, en particular las Pseudomonas, y les siguen los hongos, que causan infecciones importantes tanto en personas inmunosuprimidas como inmunocompetentes. Pueden ser tanto infecciones agudas como pueden ser crónicas.
El canal auditivo externo es un conducto (tubo) curvo de cerca de 2,5 cm de longitud que se encuentra en el hueso temporal. Además, está compuesto por folículos pilosos, glándulas sebáceas y ceruminosas, que son las glándulas cuyas secreciones combinadas forman el cerumen. La piel del oído externo es muy similar a la piel del resto del cuerpo y presenta una flora bacteriana normal.

## Epidemiología
La otomicosis representa un 10% de todas las otitis externas y afecta a personas de cualquier edad, raza y sexo. En edades mayores de 50 años, predomina en las mujeres más que en los hombres. Ciertos trastornos o enfermedades, como eczema, seborrea, el uso prolongado de gotas antibióticas y psoriasis favorecen el que el hongo se establezca patológicamente en el oído.

## Etiología
La causa más frecuente de infección por hongo del oído externo es por el género Aspergillus (80-90%) seguido de Candida.

## Manifestaciones clínicas
Prurito, descamación y exudación purulenta y otorrea densa y cremosa. El rascado por la picazón y la sensación de cuerpo extraño produce eritema, edema, excoriaciones costras y fisuras en el conducto auditivo. Al avanzar la infección se encuentran dificultades para masticar, tinnitus y dificultad para oír (hipoacusia). No está fuera de lo común que aparezcan adenopatías de los ganglios linfáticos regionales. El desbridamiento produce material de diversos colores (negro, gris, verde azulado, amarillo).

## Diagnóstico

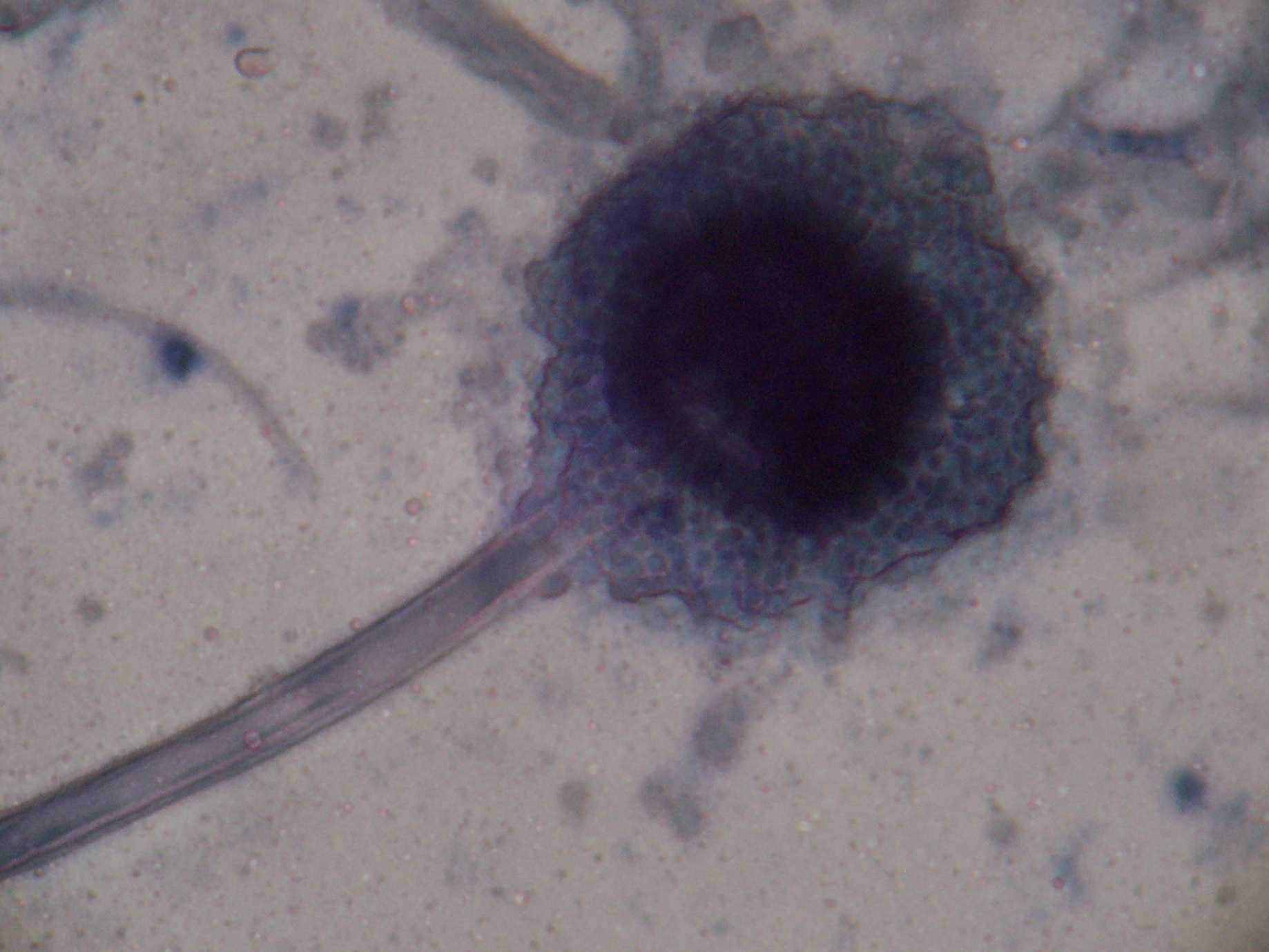
Conidióforo compuesta por una vesícula en el extremo de una hifa, con fiálides y esporas.

Al diagnóstico correcto se llega con una combinación de la exploración física y el examen micológico de material obtenido del conducto auditivo externo. La presencia de hifas, conidióforos y conidios sugiere la presencia de hongos, en especial Aspergillus. El cultivo a temperatura ambiente en medio de Sabouraud o Agar glucosado con antibacterianos producirá colonias planas, polvorientas y aterciopeladas de color negro, verde o amarillento confirma la infección por A. niger, A. fumigatus y A. flavus respectivamente.

## Riesgo
Los hongos rara vez causan infección del oído externo, cuando lo hacen los siguientes factores de riesgo se han presentado para crear la oportunidad de infección:
- Penetración predilecta por sitios húmedos (climas templados y épocas húmedas)
- Limpieza excesiva del cerumen de las orejas
- Hábito de introducir materiales en el oído
- Utilización de equipos que cubren el oído (cascos, tapones, aparatos auditivos, etc)